# Episodi di Professor T. (serie televisiva britannica) (prima stagione)
La prima stagione della serie televisiva Professor T., composta da sei episodi, è stata trasmessa in prima visione assoluta negli USA su PBS dall'11 luglio al 15 agosto 2021. Invece, nel Regno Unito è stata distribuita in anteprima il 3 giugno 2021 sulla piattaforma streaming Britbox e in seguito trasmessa sul canale ITV dal 18 luglio al 22 agosto 2021.
In Italia, la stagione è stata trasmessa in prima visione assoluta su Rai 2 dal 27 luglio al 28 settembre 2022.
| n° | Titolo originale     | Titolo italiano         | Prima TV UK    | Prima TV Italia   |
| -- | -------------------- | ----------------------- | -------------- | ----------------- |
| 1  | Anatomy of a Memory  | Anatomia di un ricordo  | 18 luglio 2021 | 27 luglio 2022    |
| 2  | A Fish Called Walter | Un pesce di nome Walter | 25 luglio 2021 | 3 agosto 2022     |
| 3  | Tiger Tiger          | Tigre contro tigre      | 1º agosto 2021 | 10 agosto 2022    |
| 4  | Mother Love          | Amore di madre          | 8 agosto 2021  | 24 agosto 2022    |
| 5  | Sophie Knows         | Sophie sa               | 15 agosto 2021 | 15 settembre 2022 |
| 6  | The Dutiful Child    | Il figlio devoto        | 22 agosto 2021 | 28 settembre 2022 |

## Anatomia di un ricordo
- Titolo originale: Anatomy of a Memory
- Diretto da:
- Scritto da:

### Trama
La detective Lisa Donckers si trova a un punto morto in un caso di stupro di una studentessa universitaria, Diana, avvenuto nel bagno di un dormitorio a Cambridge. Non ci sono prove forensi e Diana, traumatizzata, non ricorda molti dettagli dell'aggressione. Lisa è convinta che Jasper Tempest (soprannominato Professor T), suo ex professore, possa aiutarla a sbloccare i ricordi della vittima e quindi decide di contattarlo. Inizialmente, il Professor T si mostra restio a partecipare alla risoluzione del caso. Tuttavia, Lisa forza la mano e gli presenta Diana. La detective sospetta che il colpevole sia uno stupratore seriale, dato che un caso con un modus operandi quasi identico (furto di una collana e numeri intagliati in modo analogo sulla scena del crimine), è avvenuto cinque anni prima e ha coinvolto una sua amica, Saskia, che da allora ha iniziato ad evitarla.
Nonostante il suo iniziale rifiuto, il Professor T si lascia coinvolgereː riconosce gli intagli sulle scene del crimine come versi biblici su "donne impure" e teme che l'aggressore, rimasto inattivo per cinque anni, abbia perso il controllo e possa colpire di nuovo. Le sue paure si concretizzano quando un'altra studentessa, Milly, viene aggredita. Il Professor T lavora con Diana per aiutarla a superare le sue barriere mentali e accedere ai suoi ricordi traumatici. Alla fine, il Professor T riesce a identificare l'aggressore, rivelando dettagli cruciali sulla sua motivazione e sul perché ha ripreso ad attaccare. Si scopre che l'aggressore aveva scoperto l'infedeltà della moglie, il che lo aveva portato a perdere il controllo e a ripetere i suoi crimini.

## Un pesce di nome Walter
- Titolo originale: A Fish Called Walter
- Diretto da:
- Scritto da:

## Tigre contro tigre
- Titolo originale: Tiger Tiger
- Diretto da:
- Scritto da:

### Trama
Un gioielliere, Vijay Banerjee, viene travolto da un'auto e portato in ospedale. Nella sua borsa, vengono trovati diamanti di grande valore. Lisa Donckers e il collega Dan si recano a casa di Banerjee per mettere al sicuro le gemme, ma non trovano nessuno. I due visitano il suo negozio, dove un impiegato chiama a casa dell'uomo, ma ancora una volta non riceve risposta. Si scopre che la famiglia di Banerjee è stata presa in ostaggio da due rapinatori mascherati e il padre stava portando loro i diamanti come riscatto. La polizia chiedere aiuto al Professor T che si trova in ospedale dopo essere caduto dalle scale.
Le trattative con i sequestratori si rivelano complesse. Il Professor T offre consigli preziosi alle forze dell'ordine, anche se le sue tattiche non sempre vanno d'accordo con i metodi tradizionali della polizia. Il consulente inizia a sospettare che Banerjee stesso possa essere coinvolto nel piano e che stia cercando di riscuotere l'assicurazione sui diamanti, facilmente vendibili sul mercato nero. Il professore riesce a manipolare i sequestratori facendogli credere che Banerjee sia morto, il che li porta a credere che la loro situazione sia senza speranza. I malviventi tentano di scappare dalla villa utilizzando un passaggio presente in cantina, ma la polizia li cattura.
Durante le indagini, emerge che la figlia di Banerjee, Priyanka, è riuscita a vedere il volto di uno degli aggressori, ma quando le vengono presentate le loro fotografie la ragazza dice di non essere in grado di riconoscerli. Si scopre quindi che è stata Priyanka, anch'essa commerciante di gemme, ad aver commesso la frode e non suo padre. 
Parallelamente, emergono dettagli sulla vita personale di Lisa, che deve prendersi cura di suo padre che mostra segni di demenza. Anche Christina, l'ex fiamma del Professor T, rivela che il suo matrimonio sta attraversando un periodo difficile.

## Amore di madre
- Titolo originale: Mother Love
- Diretto da:
- Scritto da:

## Sophie sa
- Titolo originale: Sophie Knows
- Diretto da:
- Scritto da:

### Trama
Il Professor T viene contattato da una ragazza di nome Sophie che ha la sindrome di Down ed è autistica. La madre di Sophie, Beverley, è stata assassinata e un uomo di nome Kane Carty è stato condannato per l'omicidio. Tuttavia, Sophie è fermamente convinta che Kane non sia il vero assassino e cerca disperatamente di comunicarlo, ma nessuno sembra prenderla sul serio a causa della sua condizione. Il Professor T si sente subito legato a Sophie e crede alla sua versione dei fatti. Lui è convinto che Sophie sia la testimone chiave del delitto e che sappia chi è il vero assassino, ma non è in grado di esprimere chiaramente ciò che ha visto.
Il professore convince la polizia a riesaminare il caso di omicidio. Il professor T, parlando con Sophie, riesce ad intuire la verità e pone alla ragazza una domanda precisa che permette di scoprire che è stato il padre e marito di Beverly ad uccidere la donna. Andrew ammette di aver colpito Beverley alla testa con un martello, in un momento di rabbia, dopo che lei per mesi aveva continuato a denigrarlo per la sua incapacità di provvedere alla famiglia.
Nel frattempo Lisa Donckers è alle prese con i primi segni di demenza del padre. Inoltre, la relazione tra Lisa e Dan si complica: i due avevano pianificato un appuntamento, ma Lisa, sollecitata anche da Christina, decide di non mescolare affari e piacere e Dan si trova ad affrontare una spiacevole sorpresa quando una donna si presenta al posto di Lisa, presentandosi come Dina Rush.

## Il figlio devoto
- Titolo originale: The Dutiful Child
- Diretto da:
- Scritto da: